# Epitaf

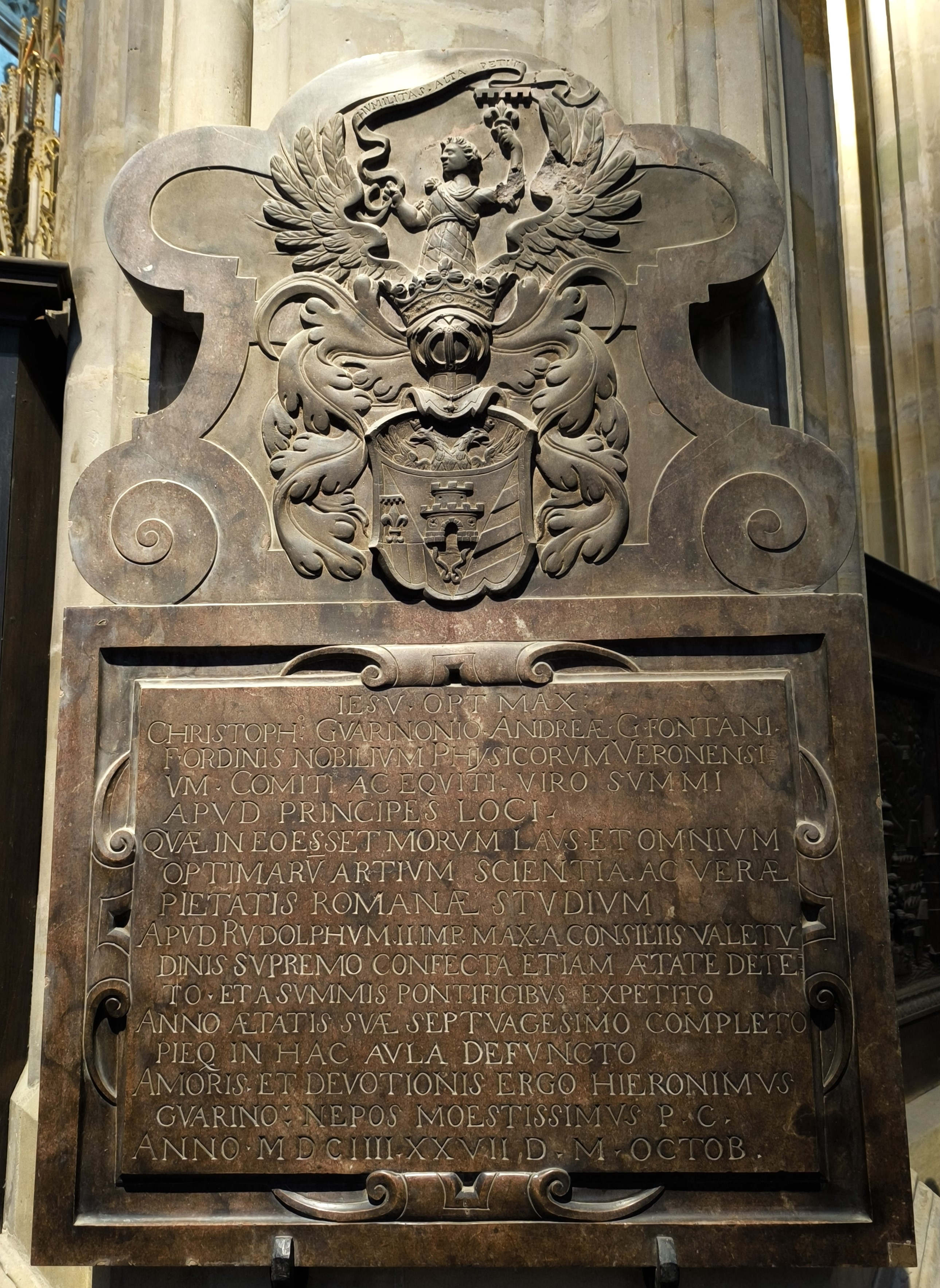
Epitaf Kryštofa Guarinoniho, osobního lékaře císaře Rudolfa II. v katedrále sv. Víta

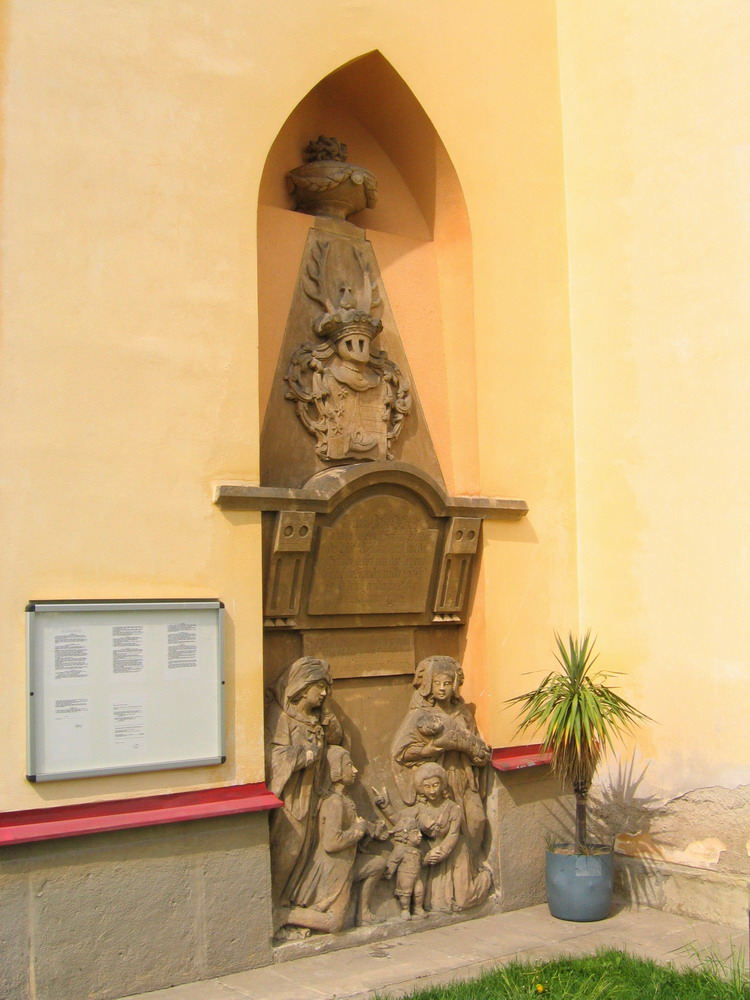
Epitaf Jana Pacalta (†1793), kostel Proměnění Páně (Velichovky)

Epitaf (řec. epitafios, náhrobní nápis) je krátký text, který informuje o zesnulé osobě, shrnuje její život a tematicky se vztahuje k mrtvému.
V širším slova smyslu  – nejčastěji – jde o architektonicky rámovanou reliéfní nebo malovanou desku z kamene či ze dřeva, se jménem zemřelého a datem jeho smrti. Bývá zasazena buď na místě úmrtí, na hřbitově nebo ve stěně kostela na památku zemřelého, který bývá pohřben v podlaze pod touto deskou, před oltářem, nebo v chrámové kryptě.
Na epitafu zesnulý může být portrétován, nebo vyobrazen klečící před křížem, někdy s již zemřelými členy rodiny – dětmi, jednou nebo více manželkami. V tom případě jde rovněž o Ex voto. Jindy je deska rámována symboly smrti, například zhasnutou svící či pochodní, lebkou se skříženými hnáty nebo plačícími anděly. Epitafy šlechticů mají rodový erb. 
Epitaf může mít kromě vlastního textu také význam památníku, který není náhrobkem, neboť pod ním (či za ním) neleží hrob. Vyskytuje se od doby gotické do 19. století, velmi častý je v období renesance. 

## Vlastní epitafy
- Nejstarší epitafy se dochovaly ze starověkého Egypta. Již v období řecké a římské antiky si básníci připravovali epitafy jako svou přímou řeč v 1. osobě.

- Epitaf Simonidesův:

Poutníče zvěstuj Lakedaimonským,
že my tu mrtvi ležíme,
jakož zákony kázaly nám...

- Epitaf Jiřího Wolkera, který si napsal sám krátce před svou smrtí:

Zde leží Jiří Wolker, básník jenž miloval svět 
a pro spravedlnost jeho šel se bít. 
Dřív než moh srdce své k boji vytasit, 
zemřel, mlád dvacet čtyři let.
Jiří Wolker
- Epitaf Egona Bondyho (vl. jménem Zbyněk Fišer), který napsal ve své knize Invalidní sourozenci (1974):

Na život a smrt se vyser, tady leží Zbyněk Fišer.

- Epitaf Josefa Váchala (Šumava umírající a romantická):

Zde leží J. Váchal pod drnem.

Devět znal řemesel úhrnem…